# إلهات الحسن

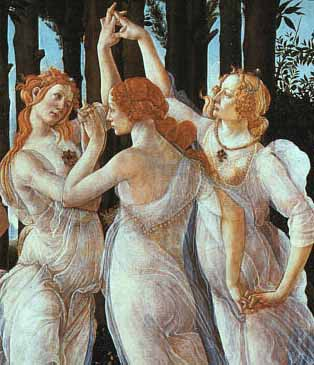
إلهات الحـُسن يرقصن في حلقة

إلهات الحـُسن أو ربات الفتنة أو الكارايتات (باليونانية: Χάριτες) أو الحسناوات الثلاثة أو الحسان الثلاثة بحسب أساطير الإغريق، هن إلهات الجمال، البهاء، الطبيعة، الخصوبة، الرقص، الموسيقى، والإبداع، وهن أيضًا تجسديات لها، ورموز للامتنان واللطف. صاحبت إلهات الحـُسن كلًا من أفروديت وهيرا، وبعضًا من الآلهة الأخرى كهرمس وإيروس، وكن يعرفن بالإلهات اللاتي يجلبن البهجة إلى الاحتفالات والمناسبات المعينة، والبهاء والتألق أثناء التعامل مع الآخرين، ويمنحن جمالهن وحسنهن لجميع الآلهة والبشر الذين يطمحون إلى السرور في حياتهم.

## أصل إلهات الحسن
اختلفت الكثير من الأساطير في تحديد أصل إلهات الحـُسن، فبعضها يذكر أنهن:
- بنات دايانوسيس وكرونويس،
- أو زيوس ويونوميا،
- لكن أغلب الأساطير تصفهن كبنات زيوس ويورينومي.

كانت الصداقة تجمع بين إلهات الحـُسن وإلهات الإلهام، نظرًا لتفضيل إلهات الحـُسن للفنون الشعرية على باقي أنواع الفنون، حيث كان الشعراء يحصلون على إلهامهم من إلهات الإلهام، لكن تطبيق هذه الأشعار في مختلف المناسبات كان من عمل إلهات الحسـُن.

## بدايات عبادتهن
يعتقد بأن عبادتهن قد بدأت في بويوتيا، على يد إيتيوكليس، ابن سيفيسوس، وكانت مجموعة من الأحجار تعبد في الأزمان القديمة على أنها إلهات الحـُسن، حيث ساد الاعتقاد أن هذه الأحجار قد سقطت من السماوات في عصر إيتيوكليس.

## قائمة بإلهات الحسن
يعتقد بأن تقسيم إلهات الحـُسن إلى مجموعة عوضًا عن فرد يمثل الطرق المختلفة التي يمكن أن ينال بها الشخص البهجة والجمال، كما أجمعت معظم الأساطير أن عددهن ثلاثة، لكن وجدت بعض الأسماء الأخرى، والتي قد تكون مكررة للإلهة نفسها. كذلك، تذكر بعض الأساطير وجود بعض إلهات الحـُسن الصغريات المعنيات بأمور بهيجة أخرى ومتعددة. والأسماء الأكثر شهرة لإلهات الحـُسن هي:
- ثاليا: إلهة الاحتفالات، وكانت تعد أكبر إلهات الحـُسن سنًا.
- آغليا: إلهة الجمال والمجد، وزوجة هفستوس، الذي أنجبت منه أربعة إلهات حـُسن صغريات.
- يوفروسيني: إلهة البهجة والسرور.

مثلن في الفنون على هيئة ثلاثة نساء مجتمعات في حلقة، يمسكن بأيدي بعضهن، وفي بعض الأحيان يرتدين إكليلا من أوراق الآس، أو يحملن بعضًا منها في أيديهن.

## اقرأ أيضا
- إلهات النسيم
- إلهات الإلهام